# Umu-Nneochi
Umu-Nneochi è una delle diciassette aree a governo locale (local government areas) in cui è suddiviso lo stato di Abia, nella Repubblica Federale della Nigeria. Si estende su una superficie di 368 km² e conta una popolazione di 163.928 abitanti.